# Heusden
Heusden este o comună și o localitate în provincia Brabantul de Nord, Țările de Jos.

## Localități componente
Doeveren, Drunen, Elshout, Giersbergen, Haarsteeg, Hedikhuizen, Heesbeen, Herpt, Heusden, Nieuwkuijk, Oudheusden, Vlijmen.